# Päivi Alafrantti
Päivi Jaana Marit Alafrantti (Tervola, 8 maggio 1964) è un'ex giavellottista finlandese, campionessa europea della specialità nel 1990.

## Palmarès
| Anno | Manifestazione  | Sede       | Evento                 | Risultato | Prestazione | Note                          |
| ---- | --------------- | ---------- | ---------------------- | --------- | ----------- | ----------------------------- |
| 1988 | Giochi olimpici | Seul       | Lancio del giavellotto | 10ª       | 58,20 m     |                               |
| 1989 | Universiadi     | Duisburg   | Lancio del giavellotto | Bronzo    | 61,76 m     |                               |
| 1990 | Europei         | Spalato    | Lancio del giavellotto | Oro       | 67,68 m     | Miglior prestazione personale |
| 1991 | Mondiali        | Tokyo      | Lancio del giavellotto | 8ª        | 62,26 m     |                               |
| 1992 | Giochi olimpici | Barcellona | Lancio del giavellotto | nm        | nm          |                               |
| 1993 | Mondiali        | Stoccarda  | Lancio del giavellotto | 13ª       | 59,26 m     |                               |